# Pio Larsen
Pio Larsen (właśc. Oddvar Johan Larsen, ur. 11 stycznia 1928, zm. 1982) – norweski dziennikarz, redaktor wydawnictwa Gyldendal i pisarz, autor m.in. powieści kryminalnych. 
Pisał powieści kryminalne oraz humorystyczne. Zadebiutował w 1959 r. powieścią Amandus og de tre døde, w której głównym bohaterem jest dziennikarz Dag Agar. W 1976 r. został wyróżniony Nagrodą Rivertona za powieść Den hvite kineser. Jest również faktycznym autorem książki Oscara Magnussona Jeg vil leve. Oscar Magnusson to przedwojenny norweski sportowiec, narciarz, który po wybuchu II wojny światowej zaangażował się w działalność w ramach ruchu oporu. Schwytany przez Niemców, był torturowany i wywieziony do obozu koncentracyjnego..

## Dzieła
- 1959 - Amandus og de tre døde (pod pseudonimem John Pio, powieść kryminalna)
- 1970 - Jeg vil leve (jako ghostwriter dla Oscara Magnussona)
- 1971 - På farten med Festus (reportaże)
- 1975 - Hagen vår. Stell, nytte hygge
- 1977 - Hjemme hos oss. Av en prøvet godseiers dagbok(powieść humorystyczna)
- 1976 - Den hvite kineser (powieść kryminalna)
- 1979 - Kunsten å ligge på sykehus (powieść humorystyczna)
- 1983 - Kunsten å være meg. Av en linedansers erindringer (powieść humorystyczna)